# Sénat de la République (Turquie)
Pour les articles homonymes, voir Sénat de la République.
Le Sénat de la République était la chambre haute du Parlement bicaméral de la Turquie.
Créé par la constitution de 1961, il est aboli par le coup d'État de septembre 1980.